# Sörenbach (Rems)
Der Sörenbach ist ein 21⁄2 km langer rechter und nordöstlicher Zufluss der Rems im Stadtgebiet von Waiblingen im baden-württembergischen Rems-Murr-Kreis.

## Geographie

### Verlauf
Der Sörenbach entsteht auf etwa 285 m ü. NHN wenig westlich der Anschlussstelle Waiblingen-Nord an der B 14 zwischen den Gewannen Riebeisen im Norden und Finkenberg im Süden, er entwässert somit einen Teil der ehemaligen Erddeponie Finkenberg und einen westlichen, noch jenseits der Bundesstraße liegenden Teil der Gemeinde Korb.
Von dort aus fließt er recht gerade neben der K 1858 am Nordrand des Waiblinger Wohngebietes Korber Höhe entlang durch das Sörenfeld nach Westen. Diese Straße mündet in die Winnender Straße genannte K 1911  ein, ab dort folgt er dieser auf immer mehr südwestlichem Lauf und wird bald zusammen mit der Straße von einer Fußgängerbrücke überquert, die das Waiblinger Wohngebiet Korber Höhe mit dem Wohnviertel auf dem Galgenberg verbindet. Wenig vor diesem Steg ist er auf die linke Seite der Straße gewechselt, die in seiner nun mehr und mehr ausgeprägten Talmulde ins zentrale Waiblingen hinabführt.
Nach einem scharfen Knick nach links fließt er am Gelände des abgerissenen Waiblinger Krankenhauses vorbei. Von dort an läuft er verdolt am Kreisverkehr Winnender Straße vorbei und danach wieder südwestwärts. Nachdem er das Waiblinger Hallenbad passiert hat, unterquert er die Alte Bundesstraße genannte begleitende Landesstraße 1142. Nun fließt er, weiterhin unterirdisch, parallel zum oberirdisch fließenden Kätzenbach, der hier auch Fischpass Hahn’sche Mühle genannt wird, durch die breite rechte Brühlwiese.
Wenig abwärts des Kätzenbachs mündet er auf einer Höhe von etwa 220 m ü. NHN ebenfalls wie jener gegenüber der Kleinen Erleninsel von rechts in die mittlere Rems.
Der Sörenbach mündet nach 2,6 km langem Lauf mit mittlerem Sohlgefälle von etwa 25 ‰ rund 65 Höhenmeter unterhalb seines Ursprungs an der Bundesstraßenabfahrt.

### Einzugsgebiet
Das Einzugsgebiet umfasst einen Teil der ehemaligen Erddeponie Finkenberg, die nach Süden hin auch durch den Kätzenbach entwässert wird, daneben die Gewanne Riebeisen, Sörenbach und Sörenfeld sowie bebautes Gebiet der Stadt. Der höchste Punkt liegt am Nordrand an der Alten Winnender Steige auf etwa 323 m ü. NHN Der Sörenbach fließt im Naturraum der Waiblinger Bucht innerhalb des Neckarbeckens, der obere Teil des Einzugsgebietes liegt im Unterraum Remstaltraufbucht, der untere im Unterraum Marbacher-Waiblinger Täler.
Reihum grenzen die Einzugsgebiete der folgenden Nachbargewässer an, die sämtlich ebenfalls von rechts zur Rems laufen:
- Im Norden zieht eine längstenteils gewässerlose Talmulde westwärts zur Mündung unterhalb des Sörenbachs bei Neustadt an der Rems, der nächste Zufluss der Rems von einiger Bedeutung weiter unterhalb ist dann erst der Erbach;
- im Osten liegt Einzugsgebiet des Heppachs, der weit oberhalb des Sörenbachs mündet;
- im Ostsüdosten liegt das Quellgebiet des Hörschbach, der flussaufwärts bei den nächsten Häusern des Waiblinger Stadtteils Beinstein mündet;
- der Kätzenbach entsteht an der Südseite der Erddeponie und läuft an der anderen Seite der Korber Höhe ebenfalls etwa südwestwärts, er mündet nur wenige Schritte oberhalb.

## Geschichte
Der Sörenbach entwässerte früher den Weinberghang Schaltenberg, der heute mit dem Industriegebiet Riebeisen bebaut ist. Durch seine Lage war er vermutlich wichtig für den Ackerbau südlich des Sörenbergs, nach dem er benannt wurde. Er floss wie heute zwischen dem damals unbebauten Galgenberg und der unbebauten Korber Höhe hindurch. Sein Verlauf ging am Krankenhaus Waiblingen entlang das früher Lindenhof hieß.
Anscheinend mündete der Sörenbach in früherer Zeit in der Remsaue in den Kätzenbach, dem er heute an seinem Unterlauf verdolt rechtsseits nahe folgt.

## Geologie
Am Nord- und Ostrand des Einzugsgebietes liegt Gipskeuper (Grabfeld-Formation). Der Sörenbach entspringt darunter in einer weiten Zone rechts auf der Höhe über dem Remstal, auf der lösshaltige Fließerden liegen und weiter nach Westen zu Löss. Wo die stärkere Eintiefung der Talmulde an ihrem ersten Richtungswechsel beginnt, erreicht er in der Talsohle den Oberen Muschelkalk (Meissner-Formation), während auf den begleitenden Höhen  Lettenkeuper (Erfurt-Formation) liegt. In Schichthöhe des Oberen Muschelkalks mündet er auch im Auenlehmband, das sehr breit den Talgrund des Remstales füllt.

### LUBW
Amtliche Online-Gewässerkarte mit passendem Ausschnitt und den hier benutzten Layern: Lauf und Einzugsgebiet des Sörenbachs

Allgemeiner Einstieg ohne Voreinstellungen und Layer: Daten- und Kartendienst der Landesanstalt für Umwelt Baden-Württemberg (LUBW) (Hinweise)
1. 1 2 3  Höhe nach dem Höhenlinienbild auf dem Hintergrundlayer Topographische Karte.
2. ↑  Länge nach dem Layer Gewässernetz (AWGN).

### Andere Belege
1. 1 2  Abfluss-BW - Daten und Karten
2. ↑  Friedrich Huttenlocher, Hansjörg Dongus: Geographische Landesaufnahme: Die naturräumlichen Einheiten auf Blatt 170 Stuttgart. Bundesanstalt für Landeskunde, Bad Godesberg 1949, überarbeitet 1967. → Online-Karte (PDF; 4,0 MB)
3. ↑  Hansjörg Dongus: Geographische Landesaufnahme: Die naturräumlichen Einheiten auf Blatt 171 Göppingen. Bundesanstalt für Landeskunde, Bad Godesberg 1961. → Online-Karte (PDF; 4,3 MB)
4. ↑  SLUB Dresden: Winnenden 1904. Abgerufen am 14. November 2022.
5. ↑  SLUB Dresden: Cannstatt 1930. Abgerufen am 14. November 2022.
6. ↑  Alte Mündung des Sörenbachs in der Remsaue nach:
  - Meßtischblatt 7121 Cannstatt von 1930 in der Deutschen Fotothek
7. ↑  Geologie nach den Layern zu Geologische Karte 1:50.000 auf: Mapserver des Landesamtes für Geologie, Rohstoffe und Bergbau (LGRB) (Hinweise). Abgefragt am 14. November 2022.